# Федеральный ядерный центр
Федеральный ядерный центр — российское федеральное государственное унитарное предприятие, которое занимается разработкой и созданием ядерного вооружения и решает задачи мирного использования ядерной энергии.
С 1992 года в России их два:
- РФЯЦ-ВНИИТФ — Всероссийский научно-исследовательский институт технической физики имени академика Е. И. Забабахина в Снежинске Челябинской области.
- РФЯЦ-ВНИИЭФ — Всероссийский научно-исследовательский институт экспериментальной физики в Сарове Нижегородской области.

Этим НИИ был присвоен статус Российского федерального ядерного центра 28 февраля 1992 года распоряжением президента России Б. Н. Ельцина № 88-РП.